# 25890 Louisburg
25890 Louisburg è un asteroide della fascia principale. Scoperto nel 2000, presenta un'orbita caratterizzata da un semiasse maggiore pari a 2,8030016 UA e da un'eccentricità di 0,1462457, inclinata di 8,33585° rispetto all'eclittica.